# 10-й отдельный гвардейский разведывательный артиллерийский дивизион
10-й отдельный гвардейский разведывательный артиллерийский  дивизион Резерва Главного Командования — воинское формирование Вооружённых Сил СССР, принимавшее участие в Великой Отечественной войне.
Сокращённое наименование — 10-й огв.радн РГК.

## История
Преобразован из 840-го отдельного армейского разведывательного артиллерийского дивизиона 18 ноября 1942 года в составе 18-й армии Северо-Кавказского фронта.
В действующей армии с 18.11.1942 по 05.6.1944.
В ходе Великой Отечественной войны вёл артиллерийскую разведку в интересах артиллерии соединений 18-й армии Закавказского,Северо-Кавказского и 1-го Украинского фронтов.
5 июня 1944 года в соответствии с приказом НКО СССР от 16 мая 1944 года №0019, директивы заместителя начальника Генерального штаба РККА от 22 мая 1944 г. №ОРГ-2/476 10-й огв. радн обращён на формирование 39-й гв. пабр  13-я армии.

## Состав
- Штаб
- Хозяйственная часть
- 1-я батарея звуковой разведки (1-я БЗР)
- 2-я батарея звуковой разведки (2-я БЗР)
- батарея топогеодезической разведки (БТР)
- взвод оптической разведки (ВЗОР)
- фотограмметрический взвод (ФГВ)
- хозяйственный взвод

## Подчинение
| Дата               | Фронт                   | Армия      | Корпус | Дивизия | Бригада | Примечания |
| ------------------ | ----------------------- | ---------- | ------ | ------- | ------- | ---------- |
| 18.11.42 -1.1.43г. | Закавказский фронт      | 18-я армия | -      | -       | -       | -          |
| 2.1.43 -20.10.43г  | Северо-Кавказский фронт | 18-я армия | -      | -       | -       | -          |
| 20.10.43-1.4. 44г. | 1-й Украинский фронт    | 18-я армия | -      | -       | -       | -          |
| 1.4.44-5.6. 44г.   | 1-й Украинский фронт    | 13-я армия | -      | -       | -       | -          |

## Командование дивизиона
Командир дивизиона
- гв. майор Балыко Николай Михайлович

Начальник штаба дивизиона
- гв. капитан Сиваченко Дмитрий Кондратьевич

Заместитель командира дивизиона по политической части
- гв. майор Волгин Владимир Сергеевич

Помощник начальника штаба дивизиона
- гв. ст. лейтенант Эдемский Николай Александрович

Помощник  командира дивизиона по материальному обеспечению 
- гв. майор Полушкин Николай Константинович

## Командиры подразделений дивизиона
Командир 1-й БЗР
- гв. капитан Миняйло Гавриил Николаевич

Командир 2-й БЗР
- гв. капитан  Курьеров Степан Илларионович

Командир БТР
- гв. капитан  Никитченко Михаил Фомич

Командир ВЗОР
- гв. ст.  лейтенант Журавлёв Виктор Александрович

Командир ФГВ
- гв. лейтенант Генбач Алексей Никандрович

## Награды и почётные наименования
| Награды и наименования        | дата        | за что получена |
| ----------------------------- | ----------- | --- |
| Почётное звание «Гвардейский» | 18.11.42 г. | присвоено приказом Народного комиссара обороны СССР № 365 от 18 ноября 1942 года За проявленную отвагу в боях за Отечество с немецкими захватчиками, за стойкость, мужество, дисциплину и организованность, за героизм личного состава |